# Wollwarenfabriken Marienthal

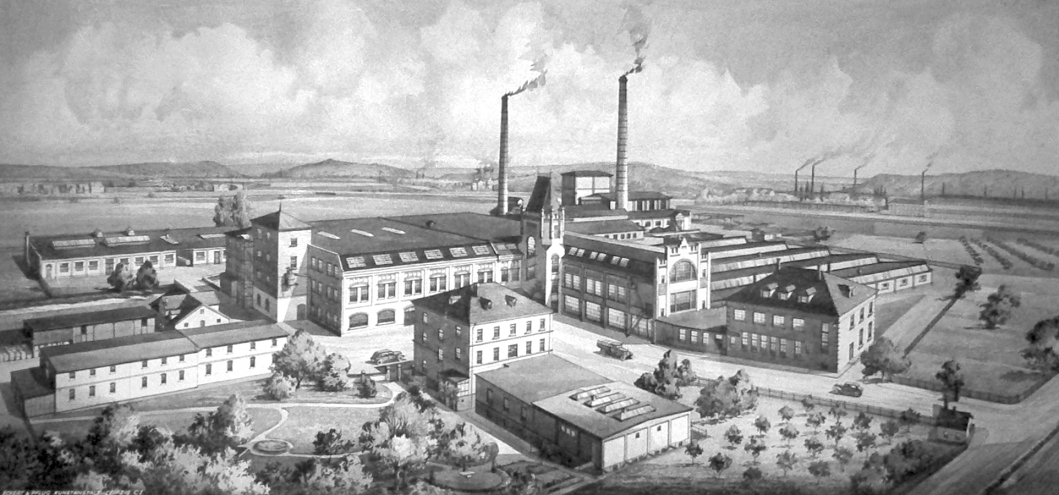
Wollwarenfabriken Marienthal um 1900

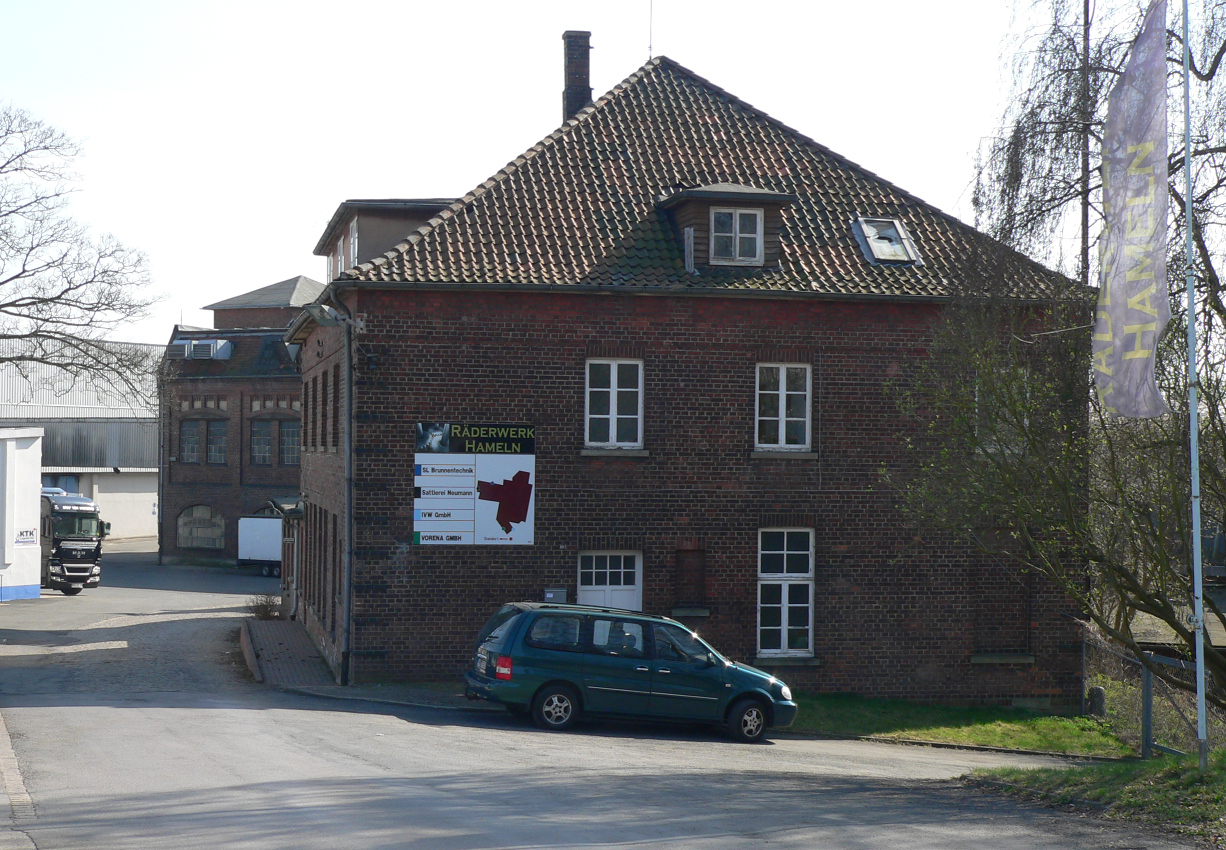
Umfunktionierte Werksgebäude

Unter dem Namen Wollwarenfabriken Marienthal wurde 1831 vom hannoverschen Kaufmann Georg Wessel (1791–1873) in Afferde bei Hameln die Fabrikation von Wollstoffen und so genannten Kidderminsterteppichen aufgenommen. Hierdurch wurde die Textilindustrie in Hameln heimisch gemacht.
1901 wurde das Traditionsunternehmen mit der Firma Albert Steinberg/Neumünster zur Vereinigten Wollwarenfabrik Marienthal & Albert Steinberg GmbH (VWM) verbunden. Die beiden Unternehmenspartner Ernst Tenhaf († 1935) und der jüdische Fabrikant Iwan Steinberg († 1938) entwickelten das Unternehmen zu einer der führenden deutschen Textilfabriken. Im Zuge der „Arisierung“ musste Steinberg seinen Anteil an den Teppichfabrikanten Mertens verkaufen und floh über Hannover nach Meran, wo er verstarb.
Das Nadelvlies wurde seit 1975 ausschließlich für die Automobilindustrie produziert. Seit 1988 gehörte VWM zum Sommer-Allibert-Konzern und damit später zum Automobilzulieferer Faurecia und fertigte als Teil der Faurecia Innenraum Systeme GmbH mit ca. 150 Mitarbeitern Nadelvliese für fast alle Automobilunternehmen. 2007 wurden die meisten Arbeitsplätze  bis auf 34 im Bereich Verformung zum Standort Mouzon in Frankreich verlagert und der von Stankiewicz im März 2008 erworbene Restbetrieb Ende 2009 geschlossen.